# Чессапаломбо
Чессапаломбо (італ. Cessapalombo) — муніципалітет в Італії, у регіоні Марке,  провінція Мачерата.
Чессапаломбо розташоване на відстані близько 150 км на північний схід від Рима, 65 км на південь від Анкони, 27 км на південний захід від Мачерати.
Населення — 521 особа (2014).
Щорічний фестиваль відбувається 30 листопада. Покровитель — Андрій Первозваний.

## Демографія
Населення за роками:

Станом на 1 січня 2023 року в муніципалітеті офіційно проживало 45 іноземців з 9 країн, серед них 12 громадян країн Євросоюзу та 1 громадянин України.

## Сусідні муніципалітети
- Кальдарола
- Кампоротондо-ді-Фьястроне
- Ф'ястра
- П'євебовільяна
- Сан-Джинезіо